# Karl Alexander von Wistinghausen
Karl Alexander von Wistinghausen (* 27. Mai 1826 auf Schloss Leal in Leal; † 10. September 1883 in Reval) war ein deutsch-baltischer Adliger, Mediziner, Verwaltungsbeamter und russischer Kammerherr.

## Leben

### Herkunft und Familie
Karl Alexander stammte aus dem baltischen Adelsgeschlecht von Wistinghausen, welches seit der Mitte des 17. Jahrhunderts in Reval ansässig waren. Sein Vater war der Kollegialrat Christian von Wistinghausen (1783–1835), Herr auf Schloss Leal, der mit Johanna (Jenny) Rodde (1800–1837) verheiratet war. Im Jahre 1852 heiratete Karl Alexander in 1. Ehe Marie Caroline Rodde (1828–1866) und in 2. Ehe Adelheid Gräfin Stenbock (1849–1922). Ihre Nachkommen waren:
- 1. Ehe: Marie Caroline (Mary) von Wistinghausen (* 1860 in Sankt Petersburg) ⚭ Hermann Hemkes (* in den Niederlanden; † 1889 in Johannesburg)
- 1. Ehe: Reinhold Karl Alexander von Wistinghausen, Dr. med. (* 1863 in Reval; † 1939 in Berlin) ⚭ Dagmar Hedvig von Ramm (* 1865 in Hohenheim)
- 2. Ehe: Richard Magnus von Wistinghausen (* 1872 in Reval; † 1915 in Dresden, Komponist und Kapellmeister) ⚭ Wanda Caecilia von Ghulaw (* 1877 in Lemberg)
- 2. Ehe: Erika Lucie von Wistinghausen (* 1877) ⚭ Georg August von Wendrich († 1924)
- 2. Ehe: Theophile Magda Eugenie von Wistinghausen (* 1873 in Reval; † 1944 in Bad Schachen durch Selbstmord) ⚭ Eduard Michael von Bodisco (* 1863 in Kassari; † 1940 in Berlin), estländischer Landesbeamter
- 2. Ehe: Walter Siegfried von Wistinghausen (1879–1956), Journalist und Redakteur ⚭ Louise Helene von Ungern-Sternberg (* 1882 in Leetz)

### Werdegang
Karl Alexander besuchte von 1836 bis 1843 die Ritter- und Domschule zu Reval. In den Jahren 1844–1850 und 1851 war er Student der Medizin an der Kaiserlichen Universität Dorpat und promovierte zum Doktor der Medizin. In Sankt Petersburg übernahm er am Marien-Magdalenen Hospital eine außeretatmäßige Stelle als Ordinator. Zwischen 1853 und 1862 praktizierte er als Arzt in einem Sankt Petersburger Krankenhaus und war zugleich als Kinderarzt tätig. 1860 erhielten er und seine Nachkommen das estländische Indigenat. 1859 wurde er Mitstifter der Vereinigung von Ärzten in Sankt Petersburg. Auf Empfehlung wechselte er in die Verwaltung nach Estland und wurde dort 1862 Direktor der estländischen Gouverneurs-Akziseverwaltung (Finanzverwaltung). Von 1867 bis 1877 und von 1880 bis 1883 war er Präsident des Estländischen Kameralhofes und wiederholte Male Vertreter des Gouverneurs. Er war Mitbegründer und Präsident der Estländischen Abteilung der russischen Gesellschaft des Roten Kreuzes und wurde 1872 zum Wirklichen Staatsrat ernannt. 1879 ernannte man ihn zum Kammerherrn am russischen Hofe. 1880 übernahm er die Direktorenstelle des Estländischen Gouvernements-Gefängniskomitees. 1882 wurde er Mitglied der Kachanovschen Kommission und wurde Sekretär der Vereinigung zur Besserung weiblicher Gefangener. Darüber hinaus war er Geschäftsführer der Gesellschaft zur Rettung Schiffbrüchiger, Verwaltungsrat und praktischer Arzt am Revaler Rettungshaus. Er war 1883 der Initiator zur Gründung der Estländischen Anstalt zur Erziehung blinder Kinder. 1880 war er Präsident des Festkomitees des 3. Estländischen Sängerfestes in Reval.
Für seine Verdienste wurde er mit dem russischen  Wladimir-Orden und dem  Stanislaus-Orden ausgezeichnet.